# ادام توماساک
ادام توماساک (انگلیسی: Adam Tomasiak؛ زادهٔ ۱۵ february ۱۹۵۳ (۷۲ سال)) ورزشکار روئینگ اهل لهستان است.
وی در مسابقات کشوری و بین‌المللی در مجموع برندهٔ ۱ مدال برنز شده‌است.